# 1736 w literaturze
Wydarzenia literackie w 1736 roku.

## Nowe książki
- John Armstrong – The Oeconomy of Love
- Thomas Bayes – An Introduction to the Doctrine of Fluxions, and a Defence of the Mathematicians Against the Objections of the Author of the Analyst
- Isaac Hawkins Browne – A Pipe of Tobacco
- Joseph Butler – Analogy of Religion
- Thomas Carte – Life of James Duke of Ormonde
- William Rufus Chetwood – The Voyages. . . of William Owen Gwin Vaughan
- Stephen Duck – Poems on Several Occasions
- Eliza Haywood – Adventures of Eovaai (later as The Unfortunate Princess)
- William Melmoth – Two Epistles of Horace Imitated
- Muhammad ibn Abd-al-Wahhab – Kitab at-tawhidt
- Isaac Newton – Method of Fluxions
- Alexander Pope – The Works of Alexander Pope vols. iii – iv
- Elizabeth Rowe – The History of Joseph
- William Stukeley – Palaeographia Sacra
- James Thomson – Britain
- William Warburton – The Alliance Between Church and State
- Leonard Welsted – The Scheme and Conduct of Providence